# 후지산
후지산(일본어: 富士山 후지산[*])은 일본의 혼슈 중앙부, 시즈오카현(후지노미야시, 스소노시, 후지시, 고텐바시, 슨토군 오야마정)과 야마나시현(후지요시다시, 미나미쓰루군 나루사와촌)의 경계에 있는 휴지화산이며, 해발 3,776m로 일본의 극점 중 최고점에 속한다. 1707년부터 휴지기에 들어간 상태로, 도카이도 신칸센이 그 근처를 지나간다.
일년 중 7월 내지 8월에 입산이 가능하며, 본래 여성의 입산이 금지되었다가 1868년부터 해금되었다. 맑은 날에는 100km 떨어진 도쿄에서도 보일 정도로 큰 후지산은 옛부터 일본의 상징이자 고대 신앙의 대상이 되어 왔다.
2013년 6월 22일 제37차 세계유산 위원회 회의에서 후지산, 성스러운 장소 그리고 예술적 영감의 원천(영어: Fujisan, sacred place and source of artistic inspiration)이라는 이름으로 세계문화유산에 지정되었다.

## 상세
산의 경사가 급하고 산 정상이 깎여 있으며 1년중 5달정도 눈으로 뒤덮여 있다.
수십만년 전부터 반복된 화산 활동으로 인해 형성된 성층 화산이며, 그 아름다운 풍모는 옛날부터 일본의 상징으로서 알려지고 있다. 만약 다시 대분화가 일어날 경우 폭발에너지는 약 7×1024 에르그로 추정될 정도이다.

### 유래
아직까지 그 유래에 대해 뚜렷한 정설은 없다. 일본의 "다케토리 이야기"(竹取物語)에서 나오는 카구야히메 설화에서 불로불사의 약을 천제가 일본의 스루가국(駿河國)에서 가장 하늘에 가까운 산의 꼭대기에 두고 불사르도록(燒) 명해서, 그 이후부터 그 산을 불의 산(ふしの山)이라고 하게 하였다고 한다고 전한다.

## 기후
후지산의 기후는 고산 기후이지만 쾨펜의 기후 구분에 따르면 꼭지점 중심부를 위주로 빙설 기후가 나타나고, 그 주변 고산 지대는 툰드라 기후를 띈다. 해발 고도가 2,000m 아래로 내려가게 되면 아극 기후가 나타난다.
| 후지산 정상부 (해발 3,776m)의 기후                           | 후지산 정상부 (해발 3,776m)의 기후 | 후지산 정상부 (해발 3,776m)의 기후 | 후지산 정상부 (해발 3,776m)의 기후 | 후지산 정상부 (해발 3,776m)의 기후 | 후지산 정상부 (해발 3,776m)의 기후 | 후지산 정상부 (해발 3,776m)의 기후 | 후지산 정상부 (해발 3,776m)의 기후 | 후지산 정상부 (해발 3,776m)의 기후 | 후지산 정상부 (해발 3,776m)의 기후 | 후지산 정상부 (해발 3,776m)의 기후 | 후지산 정상부 (해발 3,776m)의 기후 | 후지산 정상부 (해발 3,776m)의 기후 | 후지산 정상부 (해발 3,776m)의 기후 |
| 월                                                           | 1월                                | 2월                                | 3월                                | 4월                                | 5월                                | 6월                                | 7월                                | 8월                                | 9월                                | 10월                               | 11월                               | 12월                               | 연간                               |
| ------------------------------------------------------------ | ---------------------------------- | ---------------------------------- | ---------------------------------- | ---------------------------------- | ---------------------------------- | ---------------------------------- | ---------------------------------- | ---------------------------------- | ---------------------------------- | ---------------------------------- | ---------------------------------- | ---------------------------------- | ---------------------------------- |
| 역대 최고 기온 °C (°F)                                       | −1.7 (28.9)                        | 0.0 (32.0)                         | 1.0 (33.8)                         | 4.7 (40.5)                         | 12.2 (54.0)                        | 12.3 (54.1)                        | 17.4 (63.3)                        | 17.8 (64.0)                        | 16.3 (61.3)                        | 14.0 (57.2)                        | 6.9 (44.4)                         | 3.6 (38.5)                         | 17.8 (64.0)                        |
| 일평균 최고 기온 °C (°F)                                     | −15.3 (4.5)                        | −14.3 (6.3)                        | −10.9 (12.4)                       | −5.9 (21.4)                        | −0.6 (30.9)                        | 4.0 (39.2)                         | 8.0 (46.4)                         | 9.5 (49.1)                         | 6.5 (43.7)                         | 0.7 (33.3)                         | −5.9 (21.4)                        | −12.2 (10.0)                       | −3.0 (26.6)                        |
| 일일 평균 기온 °C (°F)                                       | −18.2 (−0.8)                       | −17.4 (0.7)                        | −14.1 (6.6)                        | −8.8 (16.2)                        | −3.2 (26.2)                        | 1.4 (34.5)                         | 5.3 (41.5)                         | 6.4 (43.5)                         | 3.5 (38.3)                         | −2.0 (28.4)                        | −8.7 (16.3)                        | −15.1 (4.8)                        | −5.9 (21.4)                        |
| 일평균 최저 기온 °C (°F)                                     | −21.4 (−6.5)                       | −21.1 (−6.0)                       | −17.7 (0.1)                        | −12.2 (10.0)                       | −6.3 (20.7)                        | −1.4 (29.5)                        | 2.8 (37.0)                         | 3.8 (38.8)                         | 0.6 (33.1)                         | −5.1 (22.8)                        | −11.8 (10.8)                       | −18.3 (−0.9)                       | −9.0 (15.8)                        |
| 역대 최저 기온 °C (°F)                                       | −37.3 (−35.1)                      | −38.0 (−36.4)                      | −33.9 (−29.0)                      | −27.8 (−18.0)                      | −18.9 (−2.0)                       | −13.1 (8.4)                        | −6.9 (19.6)                        | −4.3 (24.3)                        | −10.8 (12.6)                       | −19.5 (−3.1)                       | −28.1 (−18.6)                      | −33.0 (−27.4)                      | −38.0 (−36.4)                      |
| 평균 상대 습도 (%)                                           | 53                                 | 56                                 | 61                                 | 63                                 | 60                                 | 70                                 | 79                                 | 75                                 | 67                                 | 53                                 | 52                                 | 52                                 | 62                                 |
| 출처: 일본 기상청 (평년값: 1991년~2020년, 극값: 1932년~현재) |                                    |                                    |                                    |                                    |                                    |                                    |                                    |                                    |                                    |                                    |                                    |                                    |                                    |

## 유네스코 세계유산 지정
일본 정부는 2003년 후지산을 유네스코 세계자연유산으로 등재를 추진하였으나 후지산 일대에 쓰레기 불법투기 문제가 있는데다 화산으로서 세계적으로 특별히 인정받을 만한 독자성이 없다는 이유로 유네스코 세계자연유산 지정 심사에서 탈락되었다. 그 후 일본은 후지산이 산악 신앙의 대상으로 많은 순례객을 끌어들이는 점, 각종 그림과 문학에 반복적으로 등장해 문화적 가치가 있다는 점 등을 부각시키는 쪽으로 전략을 바꿔 2012년 세계문화유산 등재를 신청하였다. 2013년 6월 22일 유네스코는 캄보디아 프놈펜에서 열린 제37차 세계유산위원회(WHC) 회의에서 후지산의 세계문화유산 등재를 결정했다. 후지산은 산악 신앙의 대상이자 많은 예술작품의 소재로 쓰인 일본의 상징으로서 문화적 가치가 높다고 평가하였고 이에 '후지산-신앙의 대상이자 예술의 원천'이라는 이름으로 세계문화유산으로 지정되었다.

## 미디어
- KBS 1TV : 《트레킹노트 세상을 걷다》
- EBS : 《빼꼼》 산행 에피소드 중 하나에 나오는데, 마지막에 빼꼼이 낙뢰에 맞아 감전되어 소멸했다.

## 갤러리

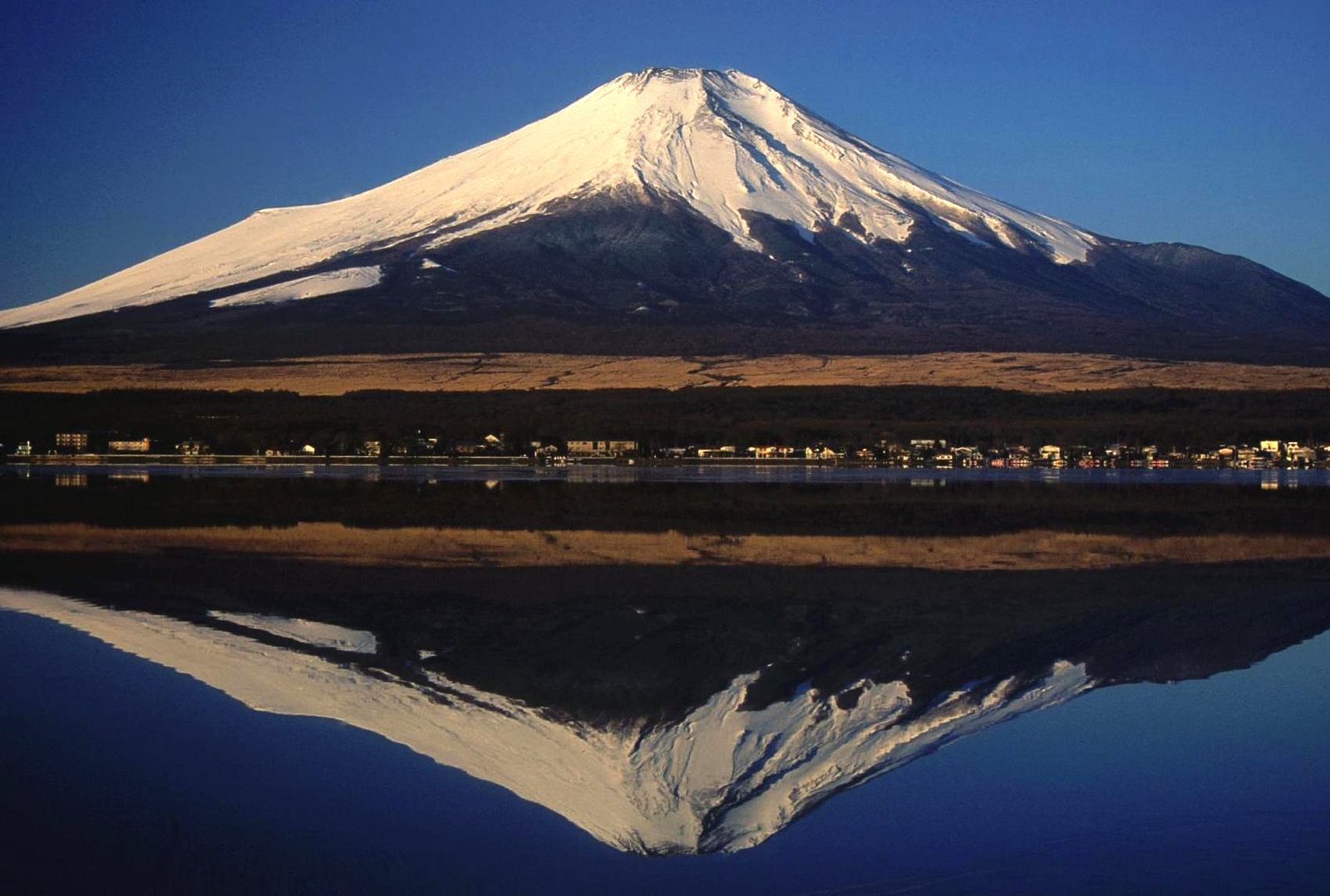
산중호수
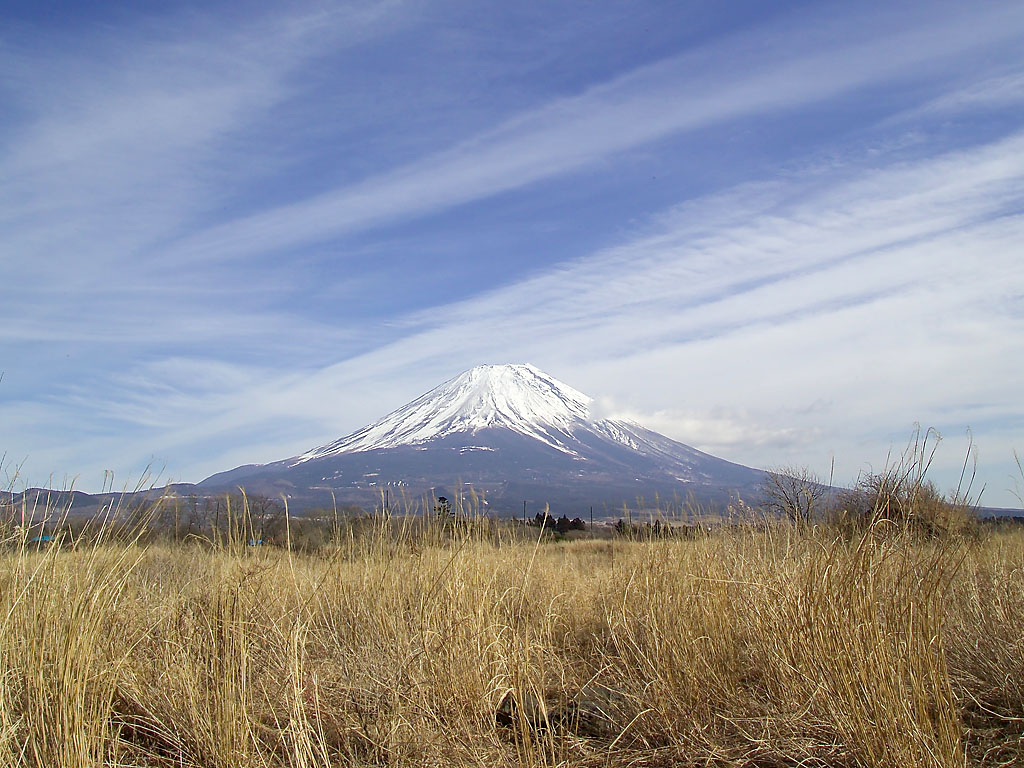
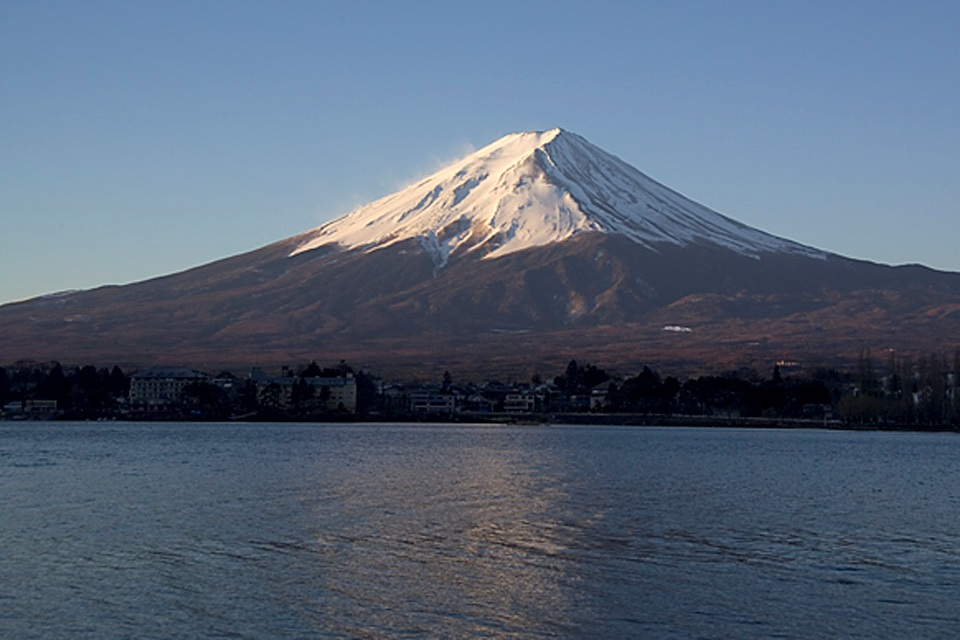
가와구치 호에서 바라본 후지 산

## 같이 보기
- 후지 산의 분화 역사
- 후지 하코네 이즈 국립공원